# قائمة الأطعمة ذات الرمزية الدينية
توفر قائمة الأطعمة ذات الرمزية الدينية بعض التفاصيل والروابط لبعض المقالات المتعلقة بالطعام المقدم في المجتمعات الدينية أو في التقاليد.
هذه الأطباق ترمز إلى جانب من جوانب الإيمان، أو تهدف إلى إحياء ذكرى مهرجان أو بطل من أبطال تلك الجماعة المؤمنة.
يرتبط العديد من هذه الأطعمة ارتباطاً وثيقاً بتاريخٍ محددٍ أو بموسمٍ معين. كما هو الحال في كافة التقاليد الدينية فإن البعض من هذه الأطعمة قد خضعت إلى استخدام علماني واسع النطاق لكنها جميعاً تستند إلى أصل ديني.
هذه القائمة مرتبة أبجدياً ودينياً.
لدى معتنقي العديد من الأديان أطباق معينة أو تقاليد معين فيما يتعلق بفن الطبخ المرتبط بحضارتهم (انظر قائمة أطباق يهودية على سبيل المثال). لا تتضمن هذه القائمة الطعام الذي بالكاد يشكل جزءاً من التراث الثقافي للدين ككل، بل تستهدف بشكل خاص الأطعمة التي تحمل رمزية دينية بطريقة تحضيرها أو في طريقة تناولها أو كلاهما معاً.

## المسيحية
- أجاثا بانز السيدة أجاثا بريستس أو ميني دي فيرجن قد خدمت في يوم الاحتفال بالسيدة سانت أجاثا في الخامس من شباط والكعك الصغير المستدير المثلج والمغطى بالكرز والتي تهدف إلى تجسيد الثديين. استشهدت السيدة أغاثا من خلال قطع ثدييها لرفضها تسليم عفتها وعذريتها إلى الوثنيين وبسبب هذا الارتباط فقد أصبحت أجاثا السيدة الحامية للخبازين.
- باكلافا في اليونان من المفترض أن يتم تحضيرها ب 33 طبقة عجين والتي تشير إلى سنوات من حياة المسيح.
- بريد غالبا وإن لم يكن حصرياً هو خبز مخمر أحد العنصرين مكون بالخمر استناداً إلى المسيحي الإفخارستي فإن الخبز يمثل جسد السيد المسيح.
- كعكة كاتيرن بعض الكعكات الفردية ببذور الكراوية يتم صنعها في يوم القديسة كاثرين 25 تشرين الثاني للاحتفال بيوم القديسة كاثرين من الإسكندرية وقد نشأت هذه العادة في أيام تودور من بين صناع الدانتيل في نوتنغهامشاير في انكلترا.
- كريستوبسومو هو نوع من أنواع خبز تسوركي قُدم بمناسبة عيد ميلاد السيد المسيح في اليونان. تم دمج رموز عيد الميلاد والصليب تقليدياُ في الرغيف باستخدام شكل من أشكال العجين ومنكهة بطعم التين.
- بسكويت عيد الفصح المرتبط بهذا العيد في أجزاء من انكلترا تحديداً، ويكون غالباً بطعم زيت الأكاسيا كرمز للعطور المستخدمة في تجهيز دفن جسد السيد المسيح.
- بيض عيد الفصح المرتبط بهذا العيد كرمز لحياة جديدة.
- فانيسكا هو حساء يتم تناوله خلال الأسبوع المقدس في الإكوادور وتحتوي على اثني عشر نوعاً من الحبوب والتي تمثل الرسل ويمثل سمك القد المملح السيد المسيح عيسى عليه السلام.
- كعك القديس جورج كعكات فردية بغطاء أبيض جليدي وآخر أحمر على شكل صليب ويتم تناوله في يوم القديس جورج (23 أبريل).
- الكعكة الحارة على شكل صليب تقليدياُ يتم تناولها في يوم الجمعة العظيمة بعد انتهاء طقس الجمعة العظيمة لكسر الصوم المطلوب من المسيحيين في ذلك اليوم.
- كولوراكيا :فطائر وحلويات مقدمة في عيد الفصح في مناطق من اليونان.
- رغيف لاماس: وهو خبز عادي لكنه خُبز باستخدام الطحين الذي تم حصاده حديثاً من أجل القربان المقدس في مهرجان لاماس في الأول من شهر آب.
- لامبروبسومو هو صنف من أصناف خبز تسوركي بنكهة أحجار كرز الأرض المقدم في عيد الفصح في اليونان. يدل الاسم على نور السيد المسيح والبيض الصلب المغلي والمدهون باللون الأحمر يتم ادخاله كرمز لدم السيد المسيح غالبا ثلاث بيضات كاشارة إلى الثالوث المقدس.
- القديسة لوسيا بانز : وتعرف أيضا باسم لوسي هي كعكة معدة بالزعفران والزبيب ومرتبطة بيوم القديسة لوسي في احتفالات 13 كانون الأول وخصوصا في البلدان الاسكندنافية.
- القديس مايكل بانوك : مايكلماس بانوك أو ستراون ميشيل هو خبز هيبريدي مصنوع من مقادير متساوية من الشعير والشوفان والذرة . دون الاستعانة بأداوت معدنية أثناء عملية التحضير. كعكة مايكلماس أو كعكة القديس مايكل تقدم في يوم هذا القديس الكائن في 29 من شهر ايلول. هذه الكعكة متطابقة مع كعكة الفراشة لكن الأجنحة ترمز إلى الملائكة عوضا عن الفراشات .
- بان كيكس تؤكل تقليديا في يوم ثلاثاء المرافع ليشير إلى نهاية الترف في الأكل قبل الصوم والذي يبدأ في اليوم الذي يليه .
- باسكا خبز بولندي وأوكراني محلى ومخبوز ويتم مباركته مع بعض الأطعمة للاستهلاك في يوم أحد الفصح ليدل على نهاية الصوم .
- بريتزل رهبان من جنوب فرنسا في عام 610 خبزوا شرائط ضيقة من العجين على شكل ذراعي صبي في حالة صلاة ومرتبطة أيضا بالصيام في بعض البلدان.
- ريليجيز نوع من ايكلير معروفة في فرنسا مصنوعة لتماثل الراهبة والذي يدل على معنى اسمها .
- القديس ساركيس أغابليت بسكويت مملح ويؤكل من قبل بعض الشباب الأرمني أناث في العادة لكن في الوقت الحاضر أيضا ذكور ويقدم في عشية عيد القديس سركيس.
- القديس سركيس هالفا عبارة عن معجنات حلوة محشوة بالفواكه والجوز وتقدم في المجتمعات الأرمنية في عيد القديس سركيس للدلالة على البركات التي يجلبها هذا القديس.
- كعكة سيمينل مرتبطة رمزياً بالصيام وعيد الفصح ومرتبطة بشكل محدد بأحد الأمومة الأحد الرابع من الصيام.
- ستولن هو خبز ألماني بالفواكه واللوز والسكر ويؤكل خلال القدوم انه يذكر بطقس قدوم خاص ومحدد بألمانيا والذي منحه البابا في الرسالة التي تسمى رسالة الزبدة.
- سوينكاكا هي وجبة فاتحة للشهية كل عنصر من مكوناتها له رمزية معينة ومبارك في الكنائس في يوم السبت المقدس وتؤكل في عيد الفصح في بولندا.
- فوفولوبيتا كعكة القديس باسيل أو كعكة الملك وتقدم عادة في يوم السنة الجديدة في اليونان ويتم خبزها مع قطعة نقدية بداخلها ومن يجد هذه القطعة في الشريحة التي يتناولها يعتبر مباركاً بالحظ السعيد طوال العام.
- الخمر أحد العناصر المقدسة والذي يستخدم في تقديس القربان المقدس . الخمر يمثل دم السيد المسيح.

## اليهودية
- التفاح والعسل يقدم في يوم روش هشانة للدلالة على سنة جديدة وسعيدة هناك أطعمة أخرى بمعاني رمزية قد تقدم في هذا اليوم اعتمادا على التقليد المحلي كرأس السمكة على سبيل المثال والذي يرمز إلى رأس العام.
- الخبز رغيفان من الخبز والذي يدعى ليشيم ميشنه والذي يكون مضفرا في العادة وتبدأ المباركات والوجبات في يوم السبت بالإشارة إلى القسم المزدوج من المن والذي سقط من أجل بني إسرائيل قبل يوم السبت خلال الأربعين عاما في الصحراء بعد الخروج من مصر.
- جبن بلينتس جبن كريبلاش‘ تشيز كيك‘ سمبوسك بالجبن ‘قطايف عبارة عن فطيرة محشوة بالجبنة وكعكة مكونة من سبعة طبقات وتدعى سيت سييلوس السموات السبعة وبعض الأطعمة اليومية وتؤكل عادة في يوم نزول التوراة ولها معاني رمزية متنوعة جميعها متصل بحدث نزول التوراة على جبل سيناء والذي بموجبه يتم الاحتفال في هذا اليوم.
- كاروسيت عجينة حلوة تؤكل في عيد الفصح سيدر ويرمز إلى الهاون الذي تم صنعه من قبل اليهود في فترة العبودية في مصر.
- هامنتاش وهي عبارة عن معجنات على شكل مثلث محشوة بالفواكه، الجوز أو البذور وخصوصا بذور نبات الخشخاش وتؤكل في مهرجان عيد المساخر والذي يرمز إلى أذان العدو المهزوم.
- لاتكيس فطائر البطاطس وتعرف باسم اتكيس في اللغة اليديشية وخصوصا بين عوائل الأشكناز، السفارديم والأسر البولندية والإسرائيلية والتي تأكل الكعك المليئ بالمربى، بونتشكز ,بيملو، فطائر ,سفنجيوت جميعها تقلى بالزيت وتؤكل في يوم هانوكا لاحياء ذكرى معجزة قارورة من الزيت والتي تبقي النار في المعبد مشتعلة لمدة ثمانية أيام.
- ميرور عشبة عطرية مرة وتؤكل في عيد الفصح سيدر المقصود بها الذكير بالطعم المر للعبودية.
- ماتزو نوع من الخبز الغير مخمر ويؤكل في عيد الفصح سيدر وفي الأسبوع الذي بعده ويرمز للتذكير بطريقة خروج اليهود من مصر في عجالة شديدة لافساح المجال للخبز كي يرتفع في الأفران.
- الخمر من أجل تلاوة كيدوش في بداية وجبات ومهرجان يوم السبت . خدمة هافدالا في نهاية يوم السبت ومن أجل التبريكات السبعة في مراسم الزواج.

## الإسلام
- القطايف: حلوى ترتبط بشهر رمضان في بلاد الشام ومصر.
- البقلاوة: ترتبط بالصيام في شهر رمضان وعيد الفطر عند شعوب البلقان والامبراطورية العثمانية.
- التمر: يؤكل بحكم العادة في وجبة الإفطار في شهر رمضان لكسر حالة الصوم عند الإفطار اقتداءً بالنبي محمد عليه الصلاة والسلام والذي كان يفطر على ثلاث تمرات.
- الحلاوة الطحينية: في اليوم السابع واليوم الأربعين وفي الذكرى السنوية الأولى لموت مسلم، يُقدّم السميد أو أربع قطع من الحلاوة الطحينية للزوار من أقارب المتوفى، وتعرف باللغة التركية بمصطلح حلاوة من أجل الميت ويطبق هذا الطقس في كل من أفغانستان وتركيا وإيران.
- كيتوبات: أرز مخبوز ومغطى في نسيج مصنوع من سعف النخيل ويرتبط بعيد الفطر بين المسلمين في جنوب شرق أسيا.
- ريندانج: طبق متبل باللحم وهو من أطباق المينانغكابو . تنطوي مكونات هذا الطعام على رمزية ثقافة المينانغكابو؛ ويرمز الفلفل الحار إلى العلماء والشريعة أما اللحم فيرمز إلى زعماء العشائر، ويرمز حليب جوز الهند إلى المعلمين ويشير خليط التوابل إلى بقية مكونات مجتمع المينانغكابو.
- تمبينغ: طبق من الأرز مطبوخ بشكل مخروطي؛ ويعدّ من التقاليد الجاوية؛ ويرتبط بمراسم سليمتان بالتوازي مع مراسيم المولد الشريف وتوفيقية على الطبيعة. وأيضا يستخدم في مراسم أسرة بالينيز الهندوسية.
- الشاكرية : وهي عبارة عن قطع لحم مطبوخة في اللبن وتعد من تقاليد المسلمين في سورية في اول يوم من عيد الفطر والاضحى .

## الهندوسية
- السمن طعام مقدس من قبل الديفاس ويتم حرقه في طقس أرتي ويقدم إلى الألهة ويستخدم من أجل طقس سكبه كاراقة الخمر أو استعماله من أجل الدهن كمرهم.
- بونجال طبق تاميلي مرتبط بالعديد من المهرجانات والطقوس الهندوسية كمهرجان بونجال.
- موداك زلابية حلوة بحشوة من جوز الهند الطازج والجاكري وتصنع خصيصا من خلال حدث غانيش تشاتورثي.
- جيفار هي حلوة من راجاستان وترتبط تقليديا بمهرجان تيج.

## شنتو
- التوفو فول الصويا الرائب وهو الطعام المفضل للثعالب والذي يتصل بالاله اناري ويقدم في الأضرحة.

## الطاوية
- زلابية وتشير إلى الثروة لأن شكلها يشبه أدوات كسب الأموال مثل التايل وهو أداة صينية لقياس الوزن أو السبائك الصينية وخصوصا جوك غوك وتؤكل في منتصف ليل السنة الصينية الجديدة.
- المعكرونة وترمز إلى طول العمر وتقدم في السنة الصينية الجديدة.

## البوذية التبتية
- تسوك التحويشة المقدسة كعكات الطحين المطبوخة هو الطعام المفضل من قبل البوذي التبتي ويعتبرونها مرتبطة مع الألهة وغوروس لاماس وتقدم خلال البوجا.